# Jordi Rius Garriga
Jordi Rius Garriga (Barcelona, 1940) es un médico cardiólogo español. Estudió Medicina por la Universidad de Barcelona. Tras licenciarse, viajó a los Estados Unidos, donde estuvo primero como jefe de Sala en el Hospital Memorial Jackson y, más tarde, se incorporó en el Georgetown Medical Center de la Universidad de Georgetown en Washington D. C..

## Biografía
De regreso a España, en la década de 1970 fue fundador y primer director de la Unidad Coronaria de la Ciudad Sanitaria de la Seguridad Social de Barcelona. En calidad de tal, participó en los Encuentros organizados por la Fundación Juan March en Barcelona, en noviembre de 1973, en los que intervino el doctor Torrent Guasp con la conferencia El músculo cardíaco.
En la década de 1980 trabajó para la Clínica Quirón de Barcelona, en la que fue Jefe de Servicio de Cuidados Intensivos. En noviembre de 1988 formó parte del equipo médico que atendió al pintor Salvador Dalí, aquejado de una afección broncopulmonar.
Desde 1995 forma parte del servicio de cardiología del Centro Médico Teknon de Barcelona. En octubre de 1995 participó en Madrid en la XI Semana del Corazón, organizada por la Fundación Española del Corazón.
Está vinculado a varias instituciones internacionales en el campo de la cardiología. Es miembro de la Sociedad Catalana de Cardiología y consultor del Consulado de Estados Unidos en Barcelona.
El 14 de abril de 2010, en calidad de presidente Associació Catalana d’Ajuda a la Cardiologia (ACARD), colaboró con la Jornada de Salud Cardiovascular en el Parlament de Catalunya , junto a otras instituciones como la Fundación Española del Corazón (FEC), la Sociedad Española de Cardiología (SEC), con la colaboración de los laboratorios Novartis y Esteve.

## Reconocimientos
Ha sido presidente de la Associació Catalana d’Ajuda a la Cardiologia (ACARD) en la década de 1990.
El Gobierno de Cataluña le concedió la Creu de Sant Jordi en 2013 por sus méritos como cardiólogo.